# Sukhoi Su-27
O Sukhoi Su-27 (em russo: Сухой Су-27; OTAN: Flanker) é um caça russo de motores duplos de supermanobrabilidade desenvolvido pela Sukhoi. Foi desenvolvido como competidor direto dos caças de quarta geração dos Estados Unidos como o Grumman F-14 Tomcat e F-15 Eagle, possuindo alcance de ação de 3 530 km, sofisticada aviônica e supermanobrabilidade. Foi desenhado para superioridade aérea, mas suas variantes mais modernas têm capacidade e eficiência para quase todos os tipos de operações aéreas bélicas. Complementando o menor MiG-29, o Su-27 é a aeronave rival mais direta ao F-15 Eagle norte-americano.
O Su-27 entrou em serviço na Força Aérea Soviética em 1985. Seu principal objetivo era a defesa aérea contra bombardeios americanos como o SAC B-1B e B-52G/H, na proteção da costa soviética de porta-aviões e escolta de bombardeios estratégicos como o Tu-95 "Bear", Tu-22M "Backfire" e Tu-160 "Blackjack".
Várias aeronaves foram desenvolvidas com base no design do Su-27, caso do Su-30, Su-33, Su-34, Su-35 e Su-37. Foi exportado para vários países, sendo o Shenyang J-11 uma versão chinesa construída sobre licença do Su-27.

## Desenvolvimento

### Protótipo
O desenvolvimento inicial do Su-27 começou por iniciativa sobre supervisão de O.S. Samoilovich no final de 1969, com o objetivo de construir uma aeronave com capacidade de engajamento efetivo e superioridade aérea sobre o caça F-15 desenvolvido sobre o programa FX norte-americano de 1966. Esse programa foi chamado Perspektivnyy Frontovoy Istrebitel (PFI). Diferentemente de várias aeronaves anteriores feitas pela URSS, que eram esforços para acompanhar o avanço tecnológico dos EUA, o Su-27 foi desenvolvido para ser em nada inferior e até superior em aspectos ao rival F-15.

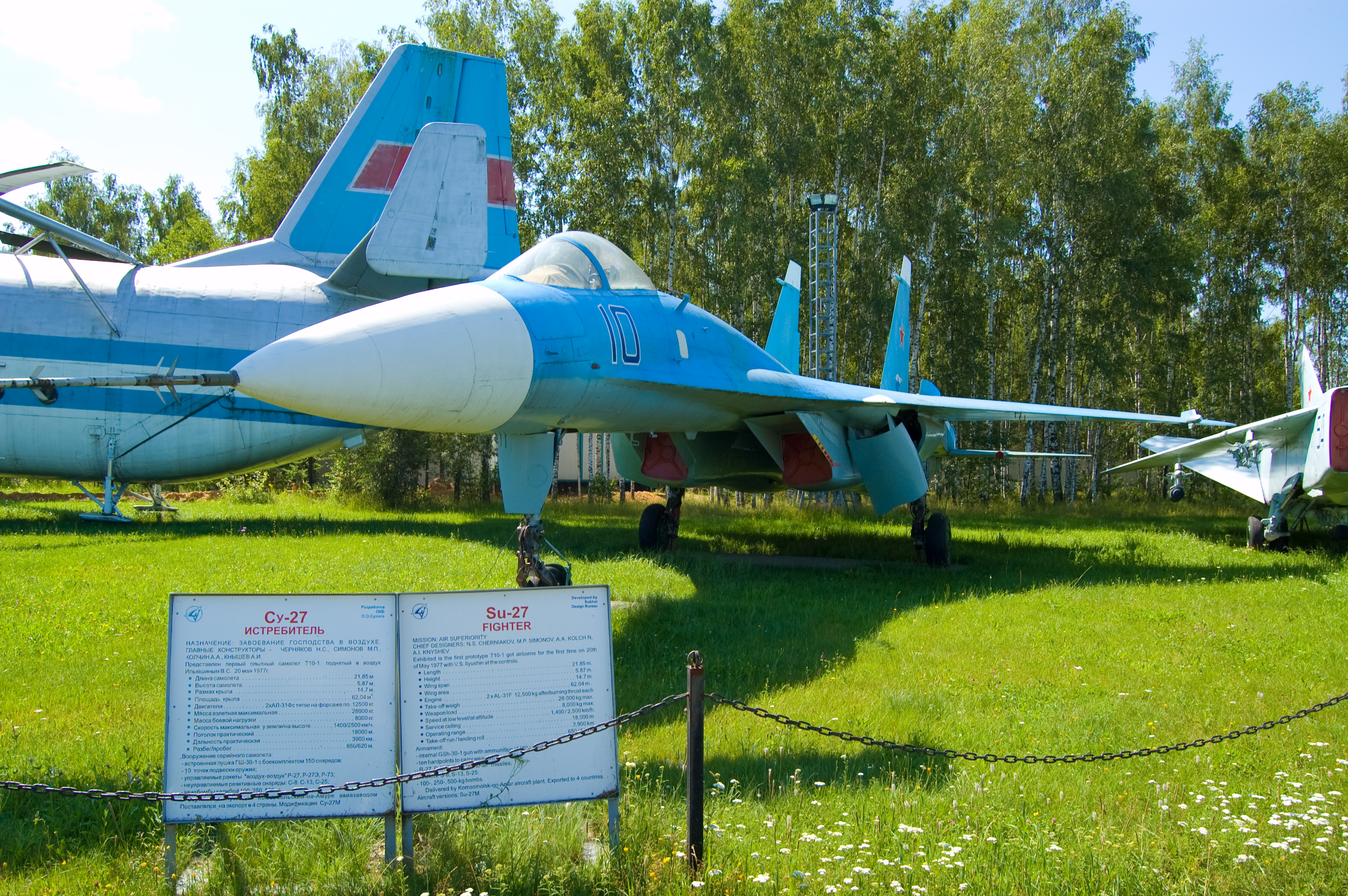
Protótipo T-10

No estágio inicial foram feitas várias configurações alternativas, já que o processo para desenvolver a aeronave decorreu com vários desafios desde o princípio, incluindo uma baseada com um corpo similar ao F-15, mas no final decorreu em uma própria baseando nas configurações subsequentes apresentadas. Entre uma das características implementadas estão a concepção de estabilidade estática longitudinal, sendo balanceado por sistemas de controle de distância (EDCS).
Entre os anos de 1971 e 1972 o conceito de design foi desenvolvido para base própria para os Departamentos de Design A.I. Mikoyan, P.O. Sukhoi e A.S. Yakovlev. O desenho do Su-27 (T-10) foi completado em setembro de 1971 e submetido a revisão da Força Aérea Soviética em 1972. No mesmo ano foi decidido por parecer das forças armadas que teriam duas versões do caça: uma leve que seria produzida pelo departamento de Design Mikoyan, que se tornaria o MiG-29, e uma pesada designada para o departamento de Design Sukhoi. Baseando-se no que foi solicitado, houve um redesenho entre 1972-1973 para ser compatível com todos os requisitos, como aérea alar, design das entradas de ar, e fuselagem integral do tanque de combustível. Novos motores turbofans AL-31F foram desenvolvidos especialmente para o Su-27, que provou-se ser excelente nos quesitos de aceleração, manobrabilidade e taxa de subida. Contudo, vários problemas decorreram com o projeto, sobretudo componentes de aviônica antiquados, e necessidade de novos componentes e tecnologias.

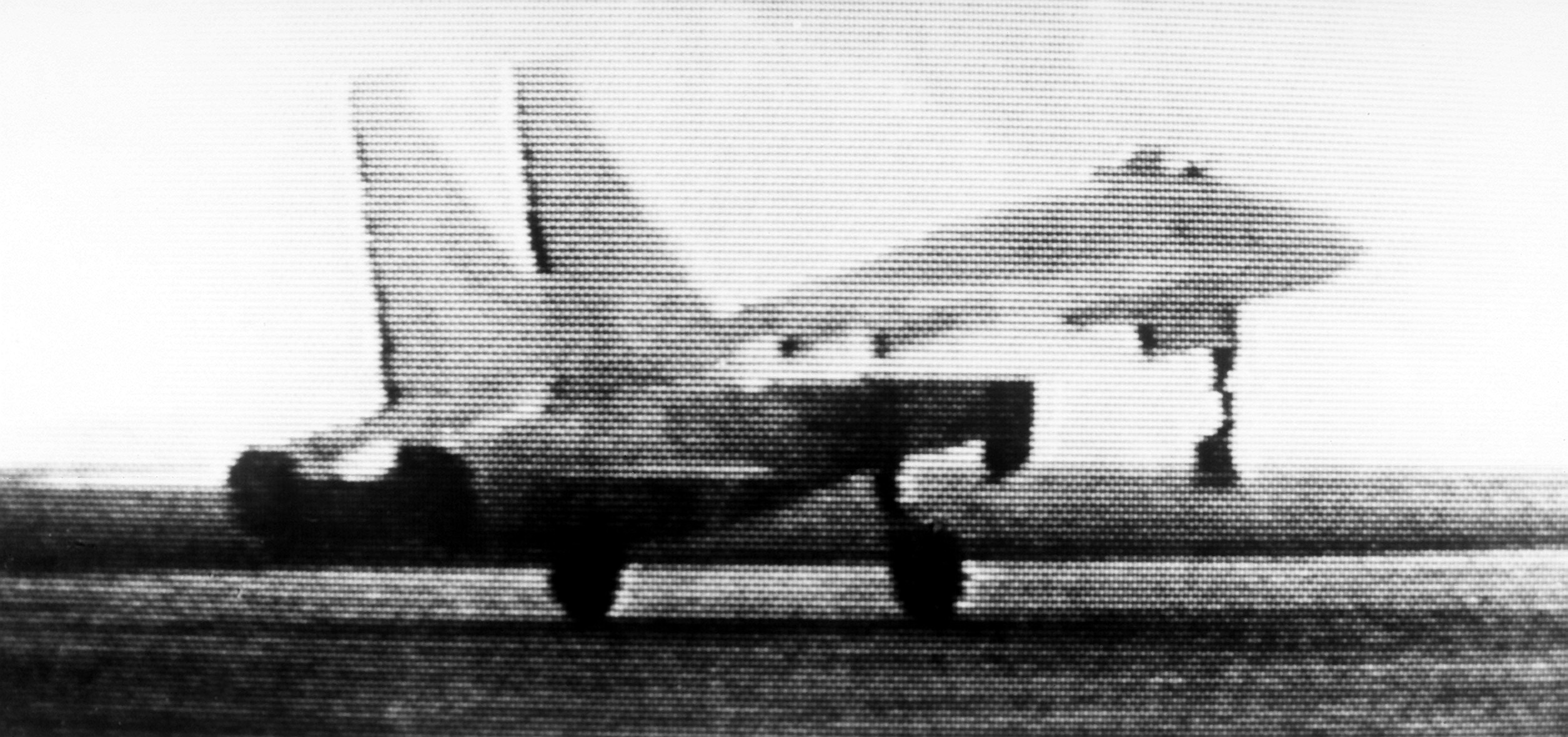
Su-27 decolando

No ano de 1975 a configuração padrão de aerodinâmica foi consolidada, sendo otimizada com o reforço do trem de pouso e construção em larga escala em ligas de titânio. Em janeiro de 1976 foi aprovado pelo governo como caça de superioridade aérea para a força aérea, sendo três protótipos construídos (dois para testes de voo e um para estrutural). Todos os sistemas do Su-27 foram altamente testados, aerodinâmica, motores, sistemas de controle, ataque, navegação e armamentos, isso em vários laboratórios de voos conduzindo estudos em uma escala nunca vista anteriormente sobre qualquer avião de matriz soviética para formatação de sistemas de sistemas para o mesmo. Em 1977 a fábrica de Komsomolsk-on-Amur começou a fazer as primeiras unidades do Su-27, sendo aprovado na crítica e visão do comitê da Força Aérea Soviética. Os primeiros dois protótipos tinham motores AL-21FZAI. (T10-1 e T10-2) Em 20 de Maio de 1977 foi realizado o primeiro voo pelo piloto de testes V.S. Ilyushin, sendo aprovados pelo teste militar do governo, continuação testes intensos sobre a plataforma.
O desenvolvimento do projeto demonstrou diversos problemas nos protótipos, resultando em uma queda fatal do T-10-2 em 7 de julho de 1978. Com intensivos testes sobre a plataforma, uma versão revisada com duas aeronaves, T-10-7 e T10-12, os quais também tiveram problemas com quedas, em especial deste que matou o piloto Aleksandr Komarov em 23 de dezembro de 1983, foram desenvolvidas e seriam a base do T-10-S. Tal alcunha identifica diversas aeronaves construídas e testadas entre 1982 e 1985, desde versões com um tripulante quanto dois, até a versão final aprovada fosse oficialmente introduzida no arsenal soviético.

### Introdução

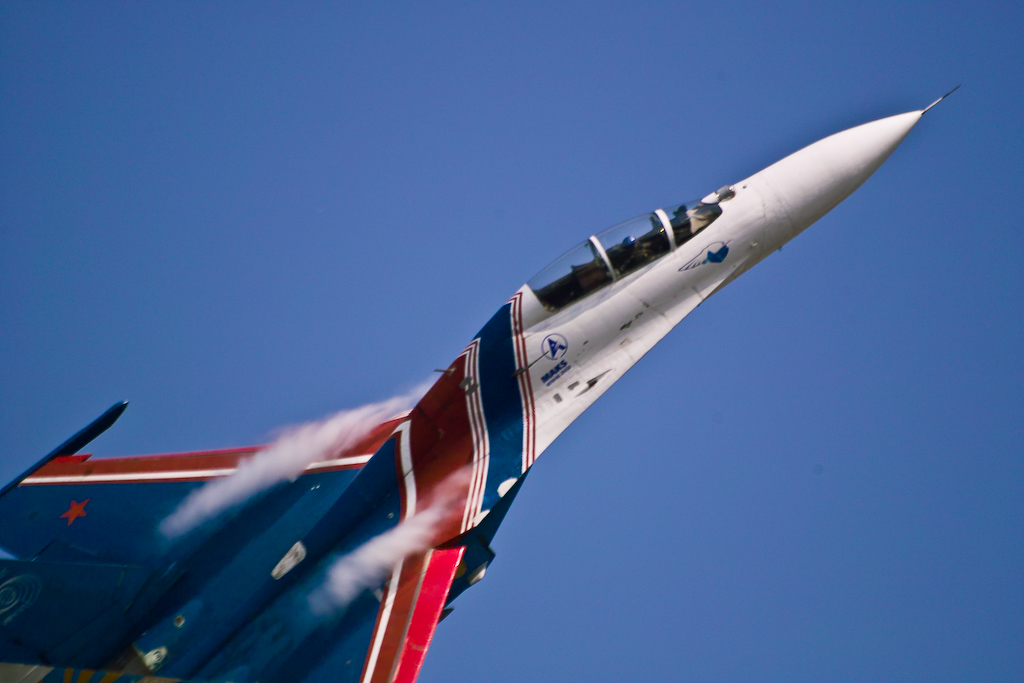
Su-27 Russo

A introdução do Su-27 ao inventário Soviético ocorreu em junho de 1985, entregues ao 60º Esquadrão em Dzemghi. Mesmo sendo produzidas e entregues, tais aeronaves só se tornaram ativas e postas em serviço em 23 de agosto de 1990, depois que falhas maiores foram identificadas e consertadas durante testes. Em 1989 existiam 16 unidades de combate de Su-27 na Força Aérea Soviética. De acordo com informações de comandos e pilotos de unidades de transição, mesmo com o fato de sistemas muito mais complexos de aviônica e armamentos em detrimento de aeronaves de gerações anteriores, o treinamento de transição eram bem objetivos e sem complicações, sendo um avião razoavelmente fácil de ser dominado e usado com total eficiência.
A partir do ano de 1991, as fabricas de Komsomolsk-on-Amur e Irkutsk começaram a produção de variantes de exportação do Su-27, caso do Su-27SK e Su-27UBK. Vários tipos foram exportados para China, Vietnã, Etiópia e Indonésia, sendo uma versão produzida sobre acordo de licença para a China, sobre o nome de Shenyang J-11.

### Evolução

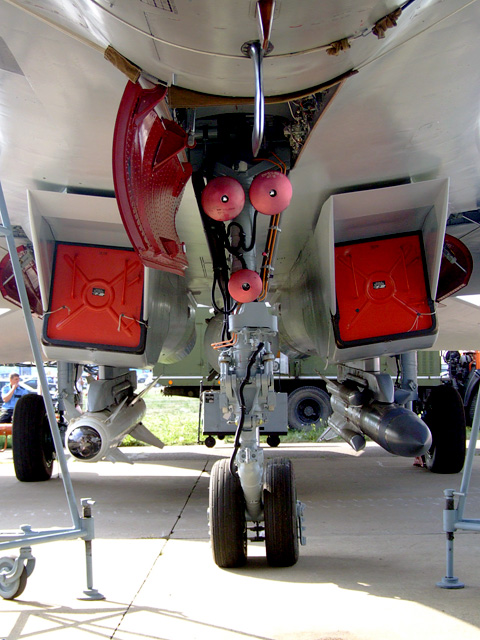
Visão da parte interior de um Su-27SK, com o trem de pouso, entradas de ar e mísseis Kh-31e Kh-29

Devido aos pontos de vantagem existentes no Su-27 observados ao longo dos anos, sua base foi reutilizada para formatação de novos aviões, fenômeno similar ao que ocorreu com o F-15 Eagle e F-18 Hornet. Essas evoluções condizem com várias aeronaves que utilizaram como base inicial do Su-27, caso do Su-30, Su-33, Su-34, Su-35 e Su-37; além das versões de exportação e concessão.
O Su-27 provou-se ser uma aeronave multiuso, o que possibilitou utilização e atualização de aviônica, motores e armamentos variados ao longo dos anos. Tal perspectiva já estava presente no projeto inicial, além dos protótipos dentro do programa T-10, no qual uma versão de dois tripulantes já era testada, sobretudo para treinamento, além da UB para bombardeios. A evolução não foi condizente apenas com o avanço tecnológico em equipamentos, aviônica e afins, mas também pelo tipo de necessidade nas Força Aérea e Marinha Russas, formatando desde caças para interceptação quanto bombardeios táticos.
Entre tais versões, o Su-30 apresenta-se como uma evolução nítida para a característica multiuso da plataforma do Su-27. Atualização da aviônica, uso de armamentos, introdução de novos radares e motores AL-31FP. Enquanto o Su-33 é uma versão para uso em porta-aviões, possibilitando dobrar as asas para condição de entrada e armazenamento. Mesmo sendo pouco produzida, já que a Marinha Russa possui um porta-aviões somente, demonstrou uma das possibilidades de uso da plataforma lançada pelo Su-27.
No caso do Su-34, ele tornou-se o substituto do Su-24, o que denota a perspectiva de conceito de aeronave universal, combinando características conflitantes sobre caça interceptador e bombardeio presentes ao longo dos anos. Mesmo sendo um bombardeio tático, ele tem capacidade e características de interceptador, possibilitando uso de misseis ar-ar e manobras evasivas. O Su-35S apresenta-se como a versão mais moderna da plataforma em ação, com motores AL-41F1S, aviônica e armas de última geração do inventário russo.

## Características

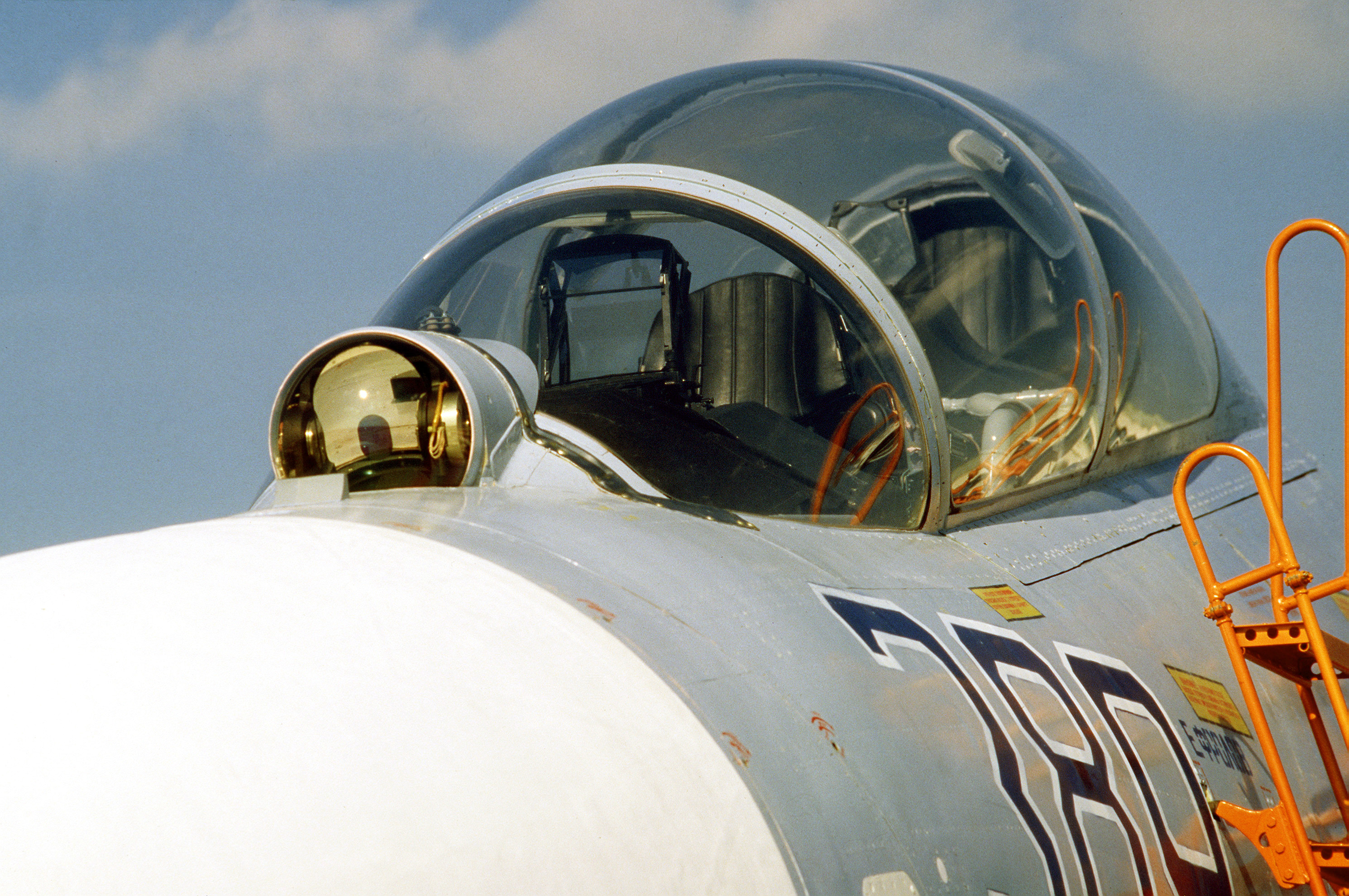
Visão frontal do Cockpit do Su-27. Podemos ver o OLS-27(IRST), sistema de busca de infravermelho

O design do Su-27 possui similaridades com aviões de sua categoria por ser uma resposta direta ao F-15 Eagle e F-16 Fighting Falcon, já que nos anos 1970 os aviões soviéticos ficam em desvantagem sobre a superioridade aérea. Foi desenvolvido para alta performance, uso de sistema fly-by-wire, e possibilidade de carregar até 10 mísseis.
O Su-27 possui asas em cropped delta devido a presença de ECM nos extremos das asas, além de varredura em 42 graus que levam vantagem com extensão dos slats e flaperons. Em combinação com os flaperons para uso convencionais, os ailerons movem-se com os flaps para proporcionar sustentação e arrasto. O corpo é construído em titânio e liga de alumínio de alta resistência, fazendo ser leve para o tamanho da aeronave. Na fuselagem central consiste no compartimento de combustível, paraquedas de freio; e frente a cápsula com o cockpit, compartimento de radares e aviônica.

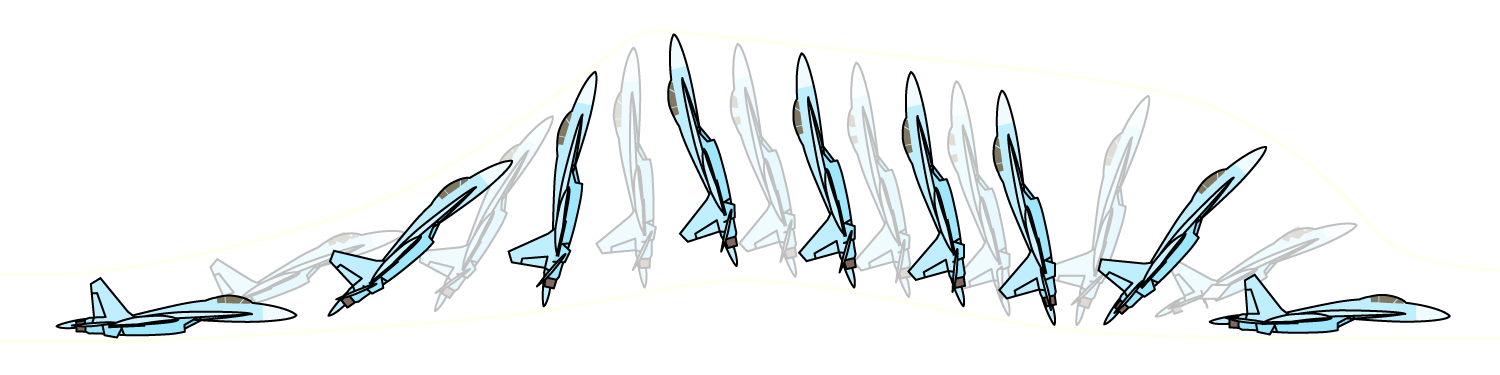
Desenho de um Su-27 fazendo a acrobacia aérea Pugachev's Cobra

Possui motores duplos AL31F turbofans do departamento geral MMZ Saturn, desenhados pela A.M. Lyil'la. São econômicos, possuindo potência em pós-combustão de 12 500 kgf (123 000 N) cada e empuxo seco de 7 670 kgf (75 200 N) cada um; além de confiáveis, robustos e de fácil manutenção. Outra característica foram seus testes em condições severas, demonstrando serem efetivos; possibilitando a aeronave a fazer a acrobacia aérea Pugachev's Cobra.

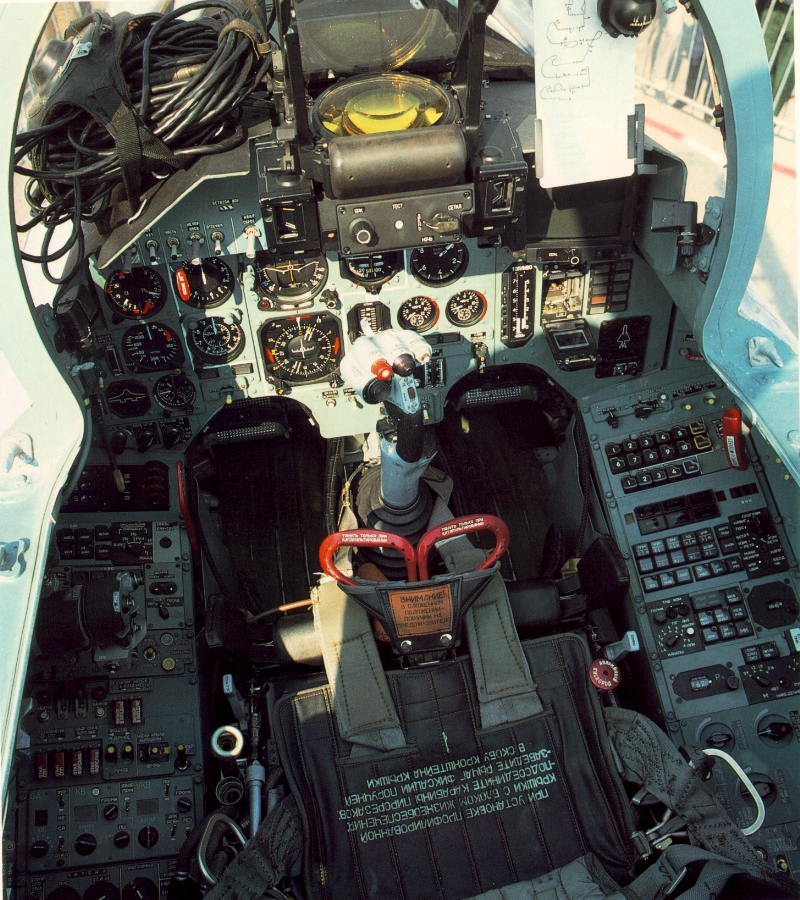
Visão interna do Cockpit do Su-27

O sistema de rádio proporciona voz e informações, usando tanto frequências VHF quanto UHF entre aeronaves e estações controle no chão. O raio de alcance entre aeronave e controle em solo é de 1 500 km, sendo a informação encriptada com link para informações de combate, e comando de guia para o controle terrestre sobre modo automático de interceptação. As contramedidas eletrônicas funcionam tanto para aeronave individuais quanto para proteção de grupos, estando presentes na frente e traseira. Os sistemas incluem pilot de iluminação de aviso no receptor do radar, chaff e dispersores infravermelhos, além de jammer ativo localizados nos extremos das asas.

### Armamentos

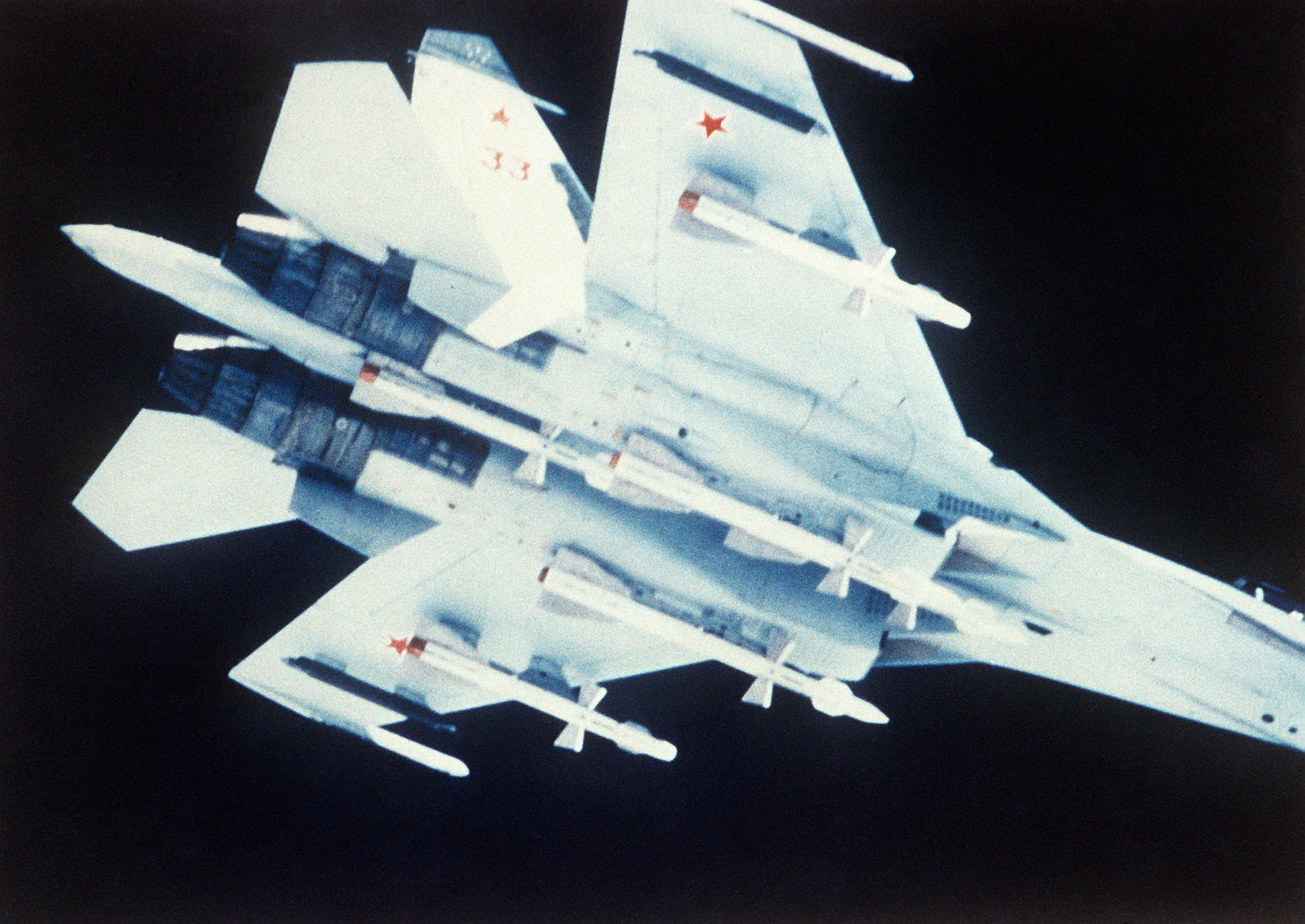
Su-27 carregando mísseis Vympel R-27

O sistema de armamentos é o RLPK27, bastante sofisticado com controle de pulso Doopler para ser a prova de jam enquanto escaneia e trava no alvo para ser abatido. O raio de detecção do radar Phazotron N001 Zhuk é de 240 km, podendo visualizar até 10 alvos ao mesmo tempo em 185 km de distância, podendo disparar em dois alvos consecutivos ao mesmo tempo. O sistema de indicação é o SEI-31, tendo uma tela de indicação ILS-31 (HUD). Em caso de falta do radar, um sistema elétrico-optico de mira a laser desenvolvido pela Geophysica NPO pode ser usado, possuindo um raio de alcance de 8 km para abate e 50 km de buscas. Esse sistema pode ser acoplado no capacete do piloto, possibilitando encontrar o alvo movendo a cabeça.
No que tange os armamentos, o Su-27 pode carregar vários tipos de mísseis e bombas, tanto para ataque ar-ar quanto ar-solo. Possui 10 pilones aeronáuticos.  Para superioridade aérea inclui: R-27R1 (Nato AA-10A Alamo-A) para médio alcance e radar semiativo; R-27T1 (Nato AA-10B Alamo-B) com infravermelho de alcance entre 500 m e 60 km; R-73E (AA-11 Archer) com todos os aspectos, para combate aproximado de alcance entre 300 m e 20 km; além de K-73. O Su-27 é operacional com os armamentos mais modernos ar-ar presentes no arsenal russo.
Em ar-solo inclui possibilidade de uso de bombas FAB-500M62/RBK-500/ZB-500, FAB-250M54, FAB-250M62, OFAB-100-120, B-8MI, B-13L, S-25 não guiadas; Kh-29T, Kh-31P(A), Kh-59M, KAB-500Kr, KAB-1500Kr guiadas. Nessa lista inclui e mísseis C-8, C-13 e C-25. Possui metralhadora 30 mm GSh-30-1 com 150 disparos em diferentes cadências.

### Comparação com o MiG-29
Ao comparar com o MiG-29, similaridades de desenho podem ser notadas facilmente, porém algumas diferenças existem:
- Os estabilizadores verticais no MiG-29 estão inclinados para fora, enquanto no Su-27 são verticais;[13][30]
- As entradas de ar do MiG-29 estão inclinadas para dentro, no Su-27 são verticais;[13][30]
- A fuselagem no MiG-29 está inteiramente sobre as entradas de ar, motores e saídas debaixo das asas. No Su-27 existe uma inclinação distinta da fuselagem dianteira sobre as bordas superiores das entradas de ar.[13][30]

## História Operacional

### Guerra Civil Angolana (1975-2002)
O Su-27 entrou em serviço em Angola no ano de 2000, como suporte ao Movimento Popular de Libertação de Angola, já no final da Guerra Civil Angolana. Um incidente importante foi quando um Su-27 foi abatido por um MANPADS SA-14 quando fazia o procedimento de pouso por forças da UNITA em 19 de novembro de 2000.

### Guerra na Abecásia (1992-1993)

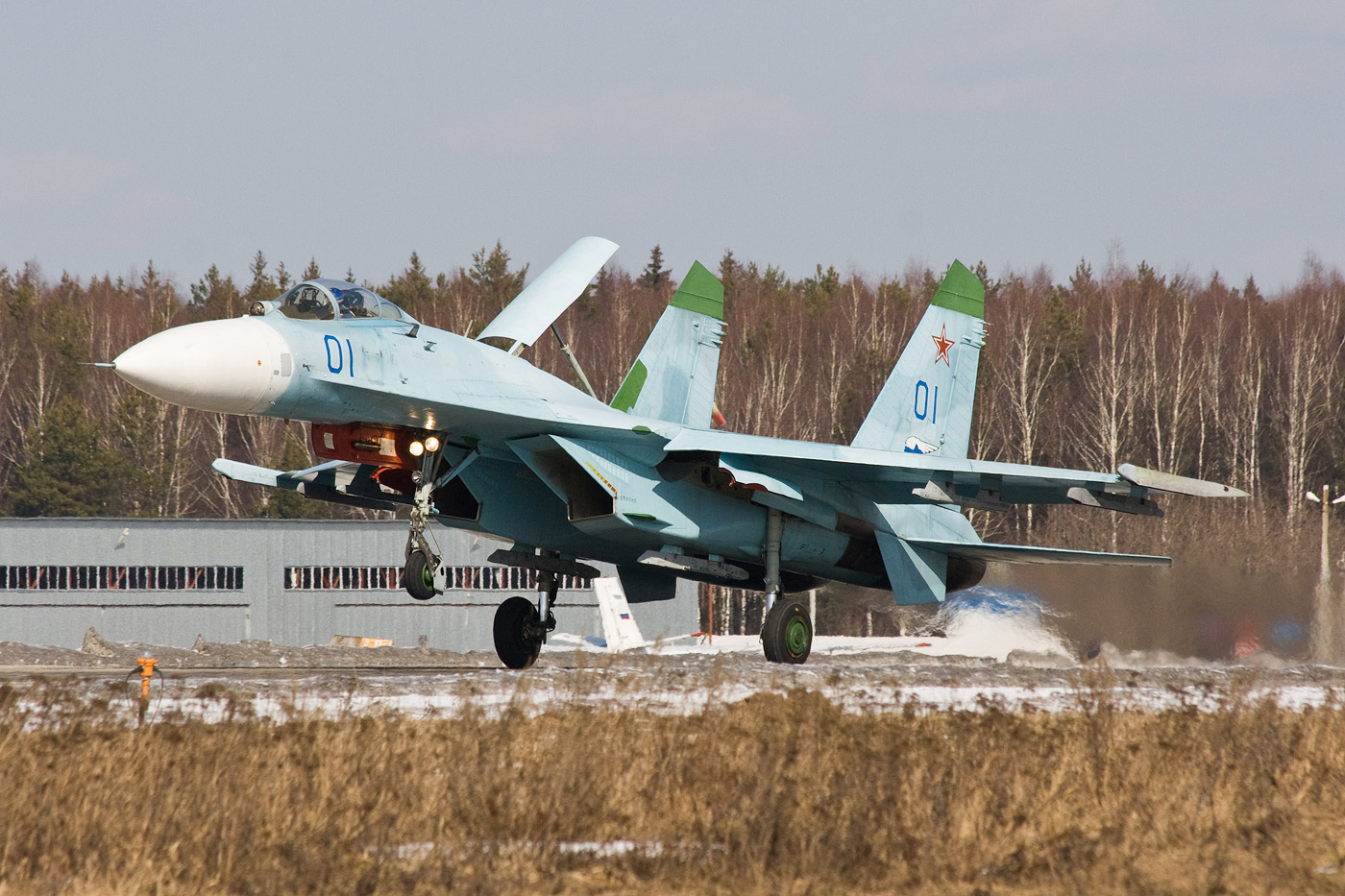
Su-27 Russo pousando

Su-27 russos foram usados na Guerra da Abecásia contra forças georgianas. Um caça, pilotado pelo Major Vaclav Alexandrowich Shipko (Вацлав Александрович Шипко), foi derrubado por um S-75M Dvina de fogo amigo enquanto estava interceptando um Sukhoi Su-25 georgiano. O piloto morreu.

### Guerra da Eritreia-Etiópia (1998-2000)
Su-27 Etíopes derrubaram dois MiG-29 da Eritreia e danificaram outros em fevereiro de 1999 na Guerra Eritreia-Etiópia. Em maio de 2000, mais dois foram derrubados. Os Su-27 eram usados em missões CAP (Patrulha Aérea de Combate), destruição de defesa aérea, escolta e missões de reconhecimento. Os Su-27 demonstraram-se eficientes em combate, tanto para superioridade aérea quanto bombardeio ao solo. A Força Aérea Etíope substituiu os antigos MiG-21, que foram o caça basilar entre 1977 e 1999, pelo Su-27, tornando o principal braço para superioridade aérea.

### Guerra da Ossétia do Sul (2008)
A Rússia usou Su-27 para possuir superioridade aérea na Guerra da Ossétia do Sul (2008) sobre o espaço aéreo Georgiano, sobretudo sobre a capital da Ossétia do Sul, Tskhinvali.

### Incidente da Ilha Rishiri (2013)

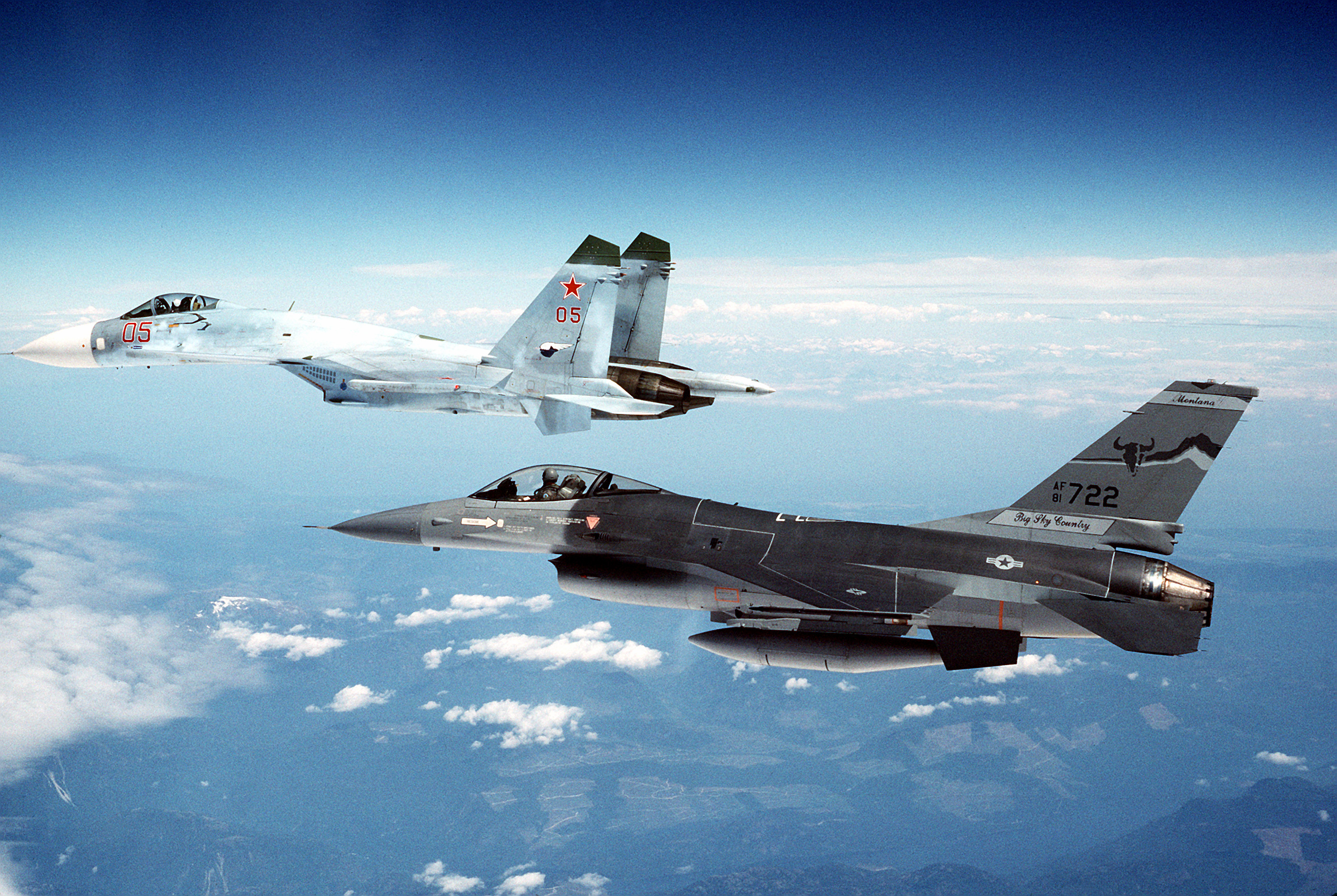
Su-27 Russo sendo escoltado por um F-16 Norte Americano

Em 7 de fevereiro de 2013, dois Su-27 entram em espaço aéreo Japonês na ilha Rishiri perto de Hokkaido. Quatro caças Mitsubishi F-2 fizeram contato visual com os aviões russos, avisando pelo rádio para deixarem o espaço aéreo. Uma foto foi tirada por um piloto da Força Aérea Japonesa no incidente, sendo publicada depois pelo Ministério da Defesa. A Rússia negou a incursão, alegando que os caças estavam em voo de rotina perto das Ilhas Curilas, as quais estão sobre jurisdição da Federação Russa. Um incidente similar ocorreu quando um Boeing RC-135 norte americano voava sobre o Mar de Okhotsk em 3 de junho de 2014 e um Su-27 fez contato para interceptação.

### Guerra em Donbass (2014-2022)
Su-27 Ucranianos ficaram com objetivo de segurar superioridade aérea caso algum avião russo violasse o espaço aéreo ucraniano na Guerra em Donbass. Como isso não ocorreu, outras aeronaves, como o Su-25, ficaram com as obrigações de atacar alvos no solo, fazendo o Su-27 ter um papel pequeno no conflito, com missões de reconhecimento, patrulha aérea e eventual escolta.

### Intervenção Militar Russa na Guerra Civil Síria (2015-presente)
Com a queda com Jato Metrojet voo 9268, foram enviados mais aviões para a base aérea de Khmeimim, incluindo um esquadrão de Su-27SM3.

### Invasão da Ucrânia pela Rússia (2022-presente)
O Su-27 foi utilizado por ambos os lados na invasão russa à Ucrânia em 2022. Em 24 de fevereiro de 2022, um Su-27 ucraniano e um veículo de reabastecimento foram queimados em um incêndio após um ataque russo à Base Aérea de Ozerne, no Oblast de Jitomir, durante o primeiro dia da invasão. No dia seguinte, outro Su-27 foi derrubado em Kiev por fogo amigo, embora erroneamente atribuído a um sistema russo S-400, e foi registrado por moradores em seus celulares e publicado no Twitter. Seu piloto, o Coronel Oleksandr Oksanchenko, foi morto. Um terceiro Su-27 foi relatado como perdido por autoridades ucranianas sobre Kropyvnytskyi, no centro da Ucrânia. Seu piloto foi morto.

Em 7 de maio de 2022, um par de Su-27 ucranianos realizou um ataque de bombardeio em alta velocidade e baixa altitude na Ilha das Serpentes, ocupada pelos russos; o ataque foi capturado em vídeo por um drone Bayraktar TB2.

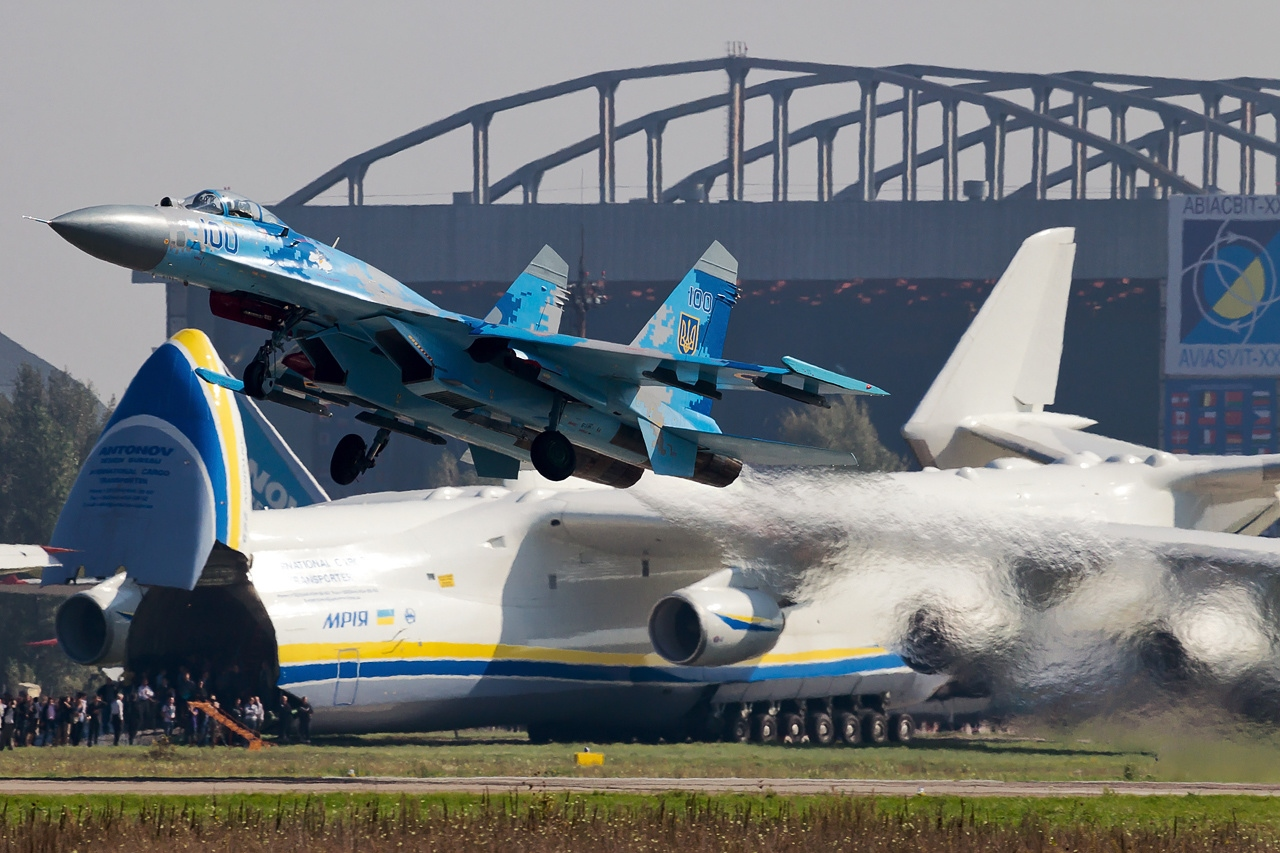
Su-27 Ucranianos

Em 7 de junho de 2022, um Su-27 ucraniano, de prefixo "38 blue", foi derrubado enquanto voava em baixa altitude perto de Orikhiv, no Oblast de Zaporíjia. A aeronave foi supostamente destruída por um míssil ar-ar inimigo ou por fogo amigo.
Em 21 de agosto de 2022, um Su-27 ucraniano foi relatado como perdido em combate. O piloto faleceu.
Em setembro de 2022, um Su-27 ucraniano foi avistado realizando uma missão de Supressão de Defesas Aéreas Inimigas (SEAD) com mísseis antirradiação AGM-88 HARM de fabricação americana.
Em 13 de outubro de 2022, um Su-27 ucraniano da 39.ª Brigada de Aviação Tática foi perdido durante uma missão de combate na Oblast de Poltava, e o piloto faleceu.
Em 10 de março de 2023, um Su-27 russo foi danificado em um ataque partidário no aeródromo de Uglovoye, no Krai do Litoral, Rússia. O vídeo de um avião em chamas foi postado pela Legião da Liberdade da Rússia.
No incidente com drones no Mar Negro em 14 de março de 2023, um caça Su-27 russo interceptou um drone americano MQ-9 Reaper e fez várias passagens despejando combustível sobre ele, até colidir com o drone, causando sua queda no Mar Negro.

## Variantes
Base de dados.

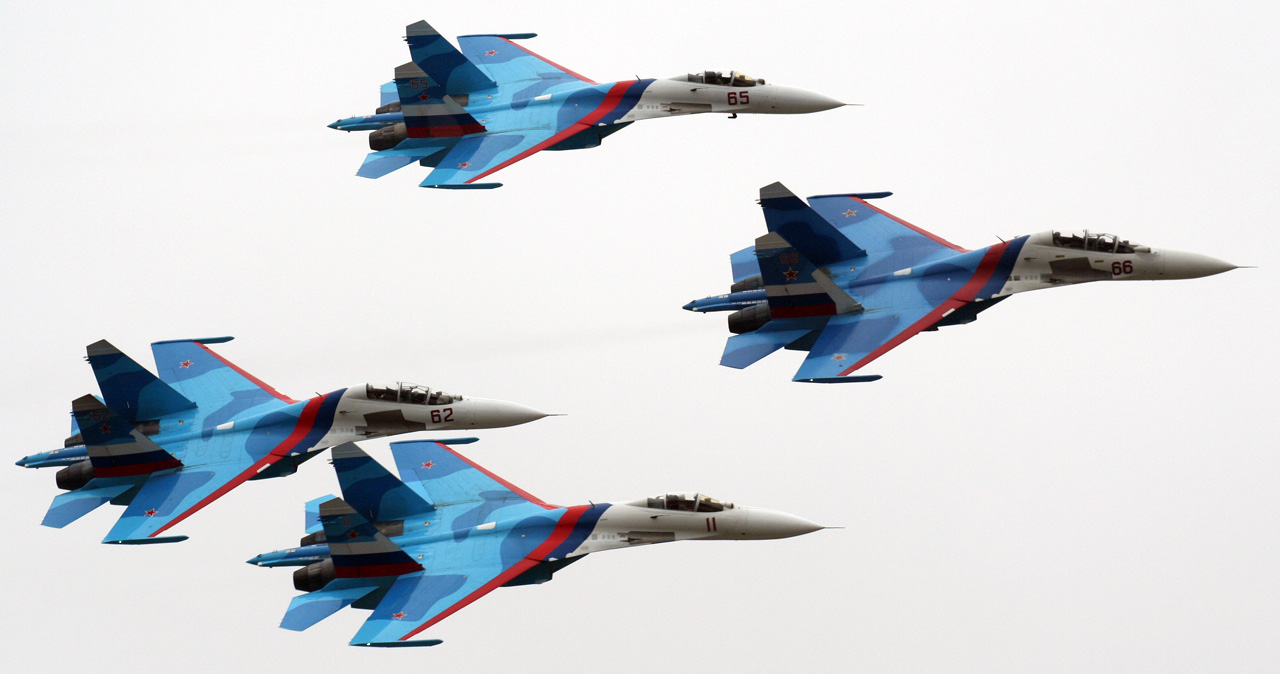
Su-27s russos

- T10 ("Flanker-A"): Protótipo inicial.[12][64]
- T10S: Protótipo melhorado, similar as especificações da versão de produção.[12][64]

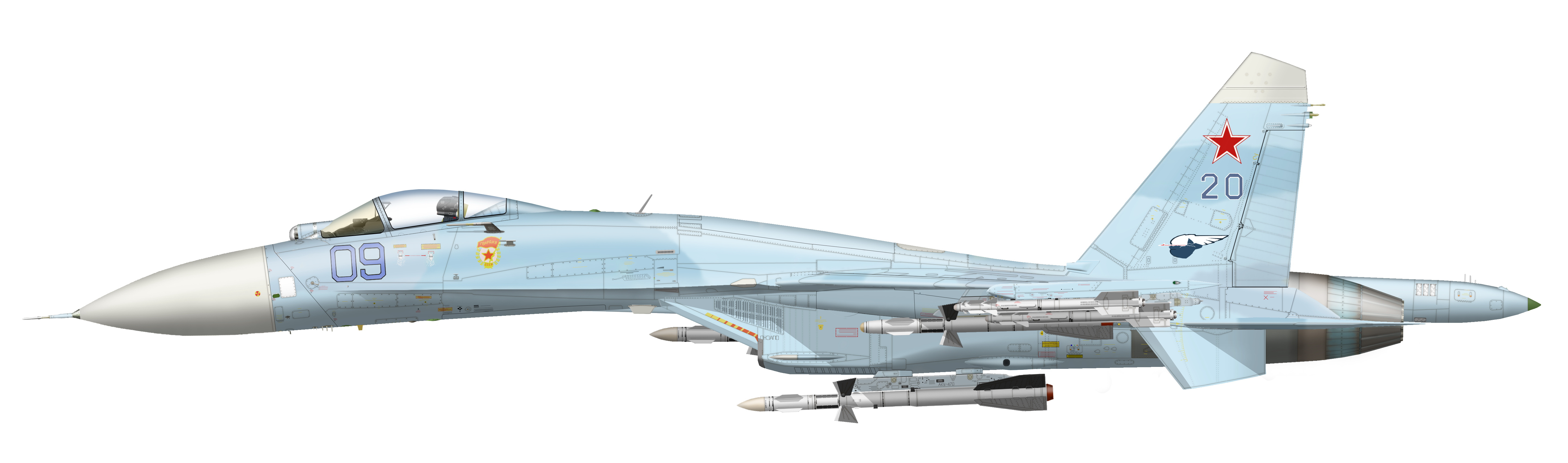
Su-27

- Su-27 (Flanker-B): Primeira versão do caça produzido em série em 1982. O primeiro Su-27 entrou nas Forças Armadas Russas em 1984, sendo os testes concluídos em 1985 tornando-o operacional. É equipado com dois motores AL-31F, tendo capacidade de carga de 6 000 kg em 10 pilones aeronáuticos.[14][64]

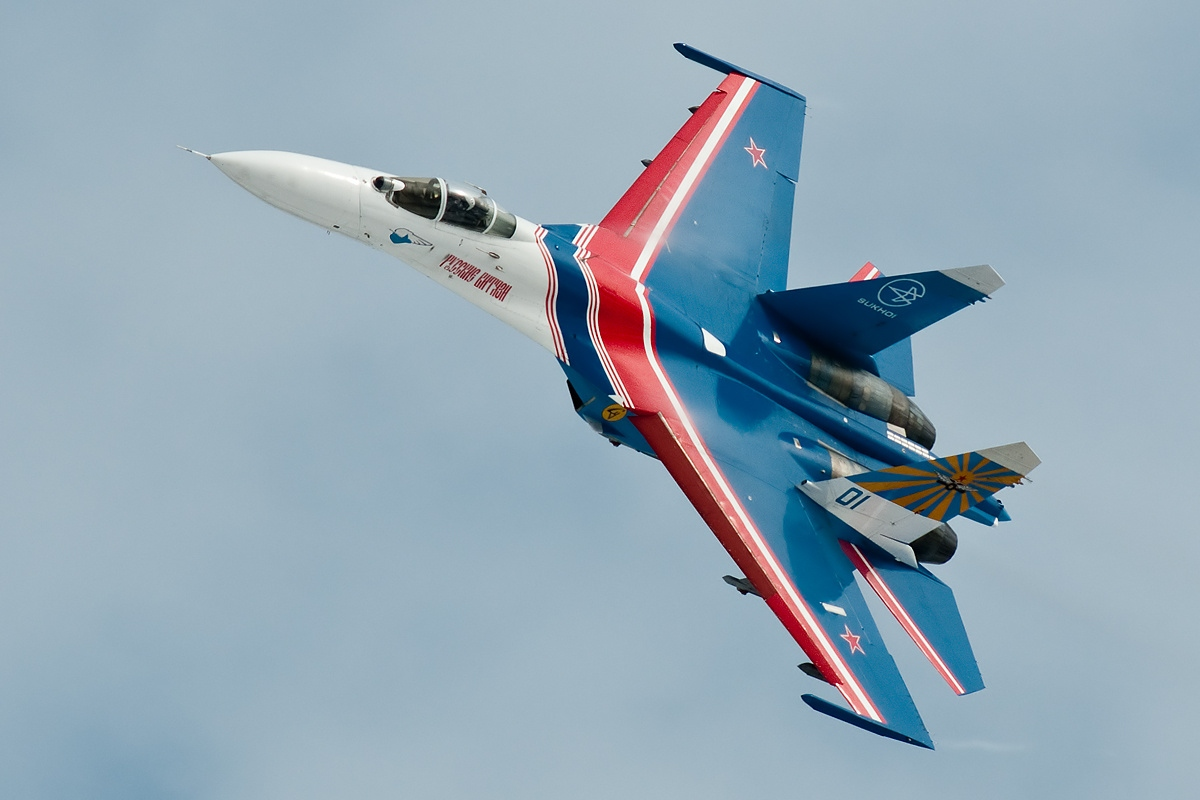
Su-27P

- Su-27P (Su-27 / "Flanker-B"): Aeronave com características de interceptador, com sistemas projetados para uso contra alvos aéreos.[64]
- Su-27SK: Aeronave desenvolvida sobre a plataforma do Su-27 na fábrica de Komsomolsk-on-Amur para exportação. Possui altíssima manobrabilidade para superioridade aérea e sistema de ataque ao solo ADO e melhoramentos gerais.[64][65]
- Su-27SM: Versão atualizada do Su-27, tendo o primeiro voo em 27 de dezembro de 2001. Nessa versão ocorreram refinamento do sistema de controle de armas, do VCS-27E para o SUV-Vash, proporcionando uso de mísseis X-21A antinavios. Sistema de mira de radar RLPK-27VESH, mira óptica OEPS-27MK e informações no display Sils-27ME, além de identificação de condição da aeronave. No caso do ataque ao solo, o RLPK-27VESH é uma complementação ao RLPK-27E presente no Su-27SK.[66] Em 2009 a Força Aérea Russa possuía 45 exemplares desse modelo, sendo mais 12 recebidos até 2012.[67][68]
- Su-27SM3: Possui base no Su-27K Possui motores AL-31F-M1, reforço na fuselagem e pontos de suspensão.[46][69][70]
- Su-27SKM: Versão de um tripulante para exportação do Su-27SM. Possui características melhoradas do Su-27K e Su-27M.[64]

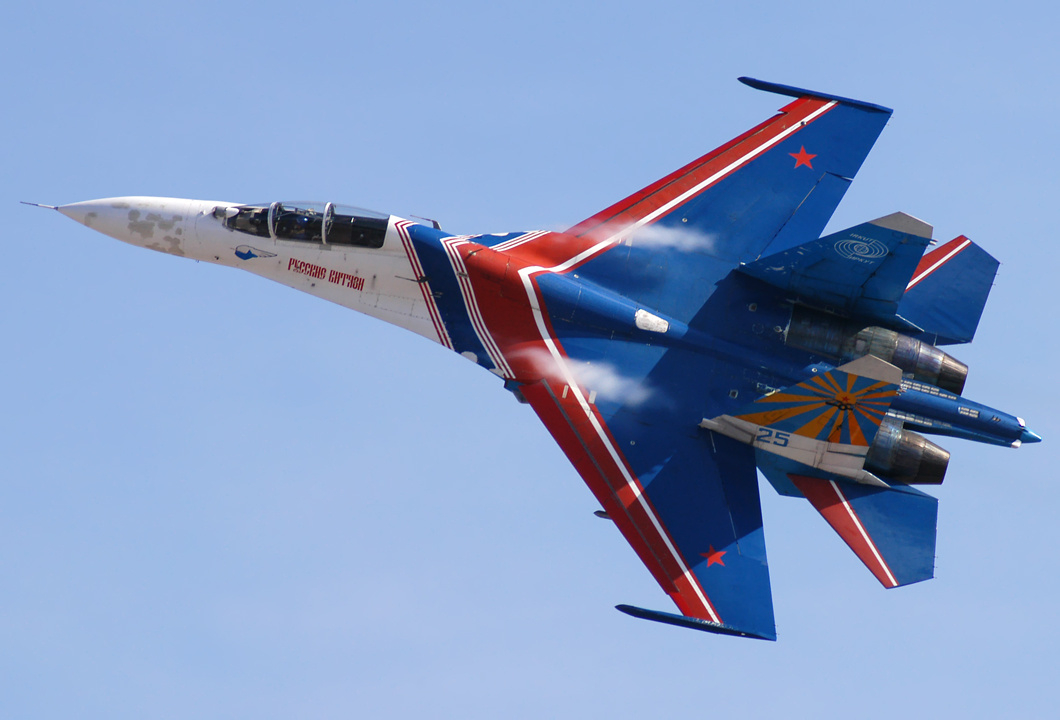
Su-27UB

- Su-27UB: Versão de dois tripulantes para treinamento e combate. Projetado para treinamento de pilotos para o Su-27, mantendo as mesmas características, mas melhorado com radar N001.[71]
- Su-27UBK: Versão de exportação do UB para treinamento e combate.[71]
- Su-30 (Su-27PU, Flanker-C): Versão construída com base no Su-27UB, feito para dar suporte tático as outras aeronaves como o Su-27, MiG-31 e outros interceptadores. Os últimos protótipos foram renomeados Su-30, sendo modificados para multiuso e exportação.[72] A versão versão de exportação Su-30MK foi exportada para Argélia, Índia, China e Malásia.
- Su-33 (Su-27L, T-12 Flanker-D): Versão de um tripulante para porta-aviões com asas dobráveis, sistemas de travagem, aceleração rápida e cauda horizontal.[73] Poucas unidades foram construídas nos anos 1990, sobretudo para uso no único porta-aviões russo, o Admiral Flota Sovetskogo Soyuza Kuznetsov. Possuem capacidade de 6 500 kg de carga e 12 pilones aeronáuticos, além de reabastecimento em voo.[64]
- Su-34 (Su-27IB, Su-32FN, Fullback): Caça-bombardeiro para ataques a longa distância com dois tripulantes, com capacidade operacional em qualquer condição climática e período. Primeiro voo realizado em 1990.[74][75]
- Su-35 (Su-35BM, Flanker-E +) Caça multiuso, variante mais atualizada em serviço com base no Su-27. Também conhecido como "o último Flanker", é a versão mais moderna do Su-35. Possui motores AL-41F1S, nova aviônica e radar.[25]
- Su-37 (T-10M-11, Flanker-F): Versão atualizada multi-função derivada do Su-27M. Possui sistema de controle de empuxo vetorial (UHT) e PGO. Ocorreu um acidente em um dos voos de testes, encerrando o programa.[76][77][78][79]
- Shenyang J-11: Versão Chinesa do Su-27SK, construída sobre licença.[80][81]

## Operadores
Angola

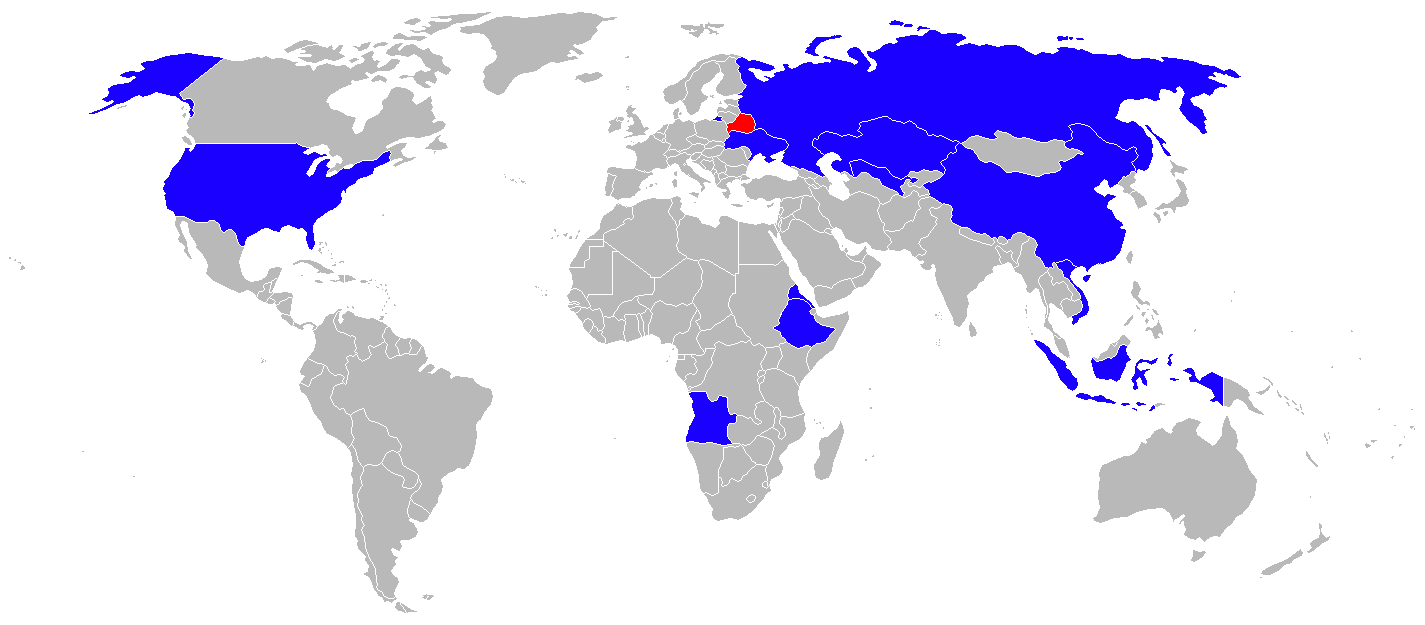
Operadores militares do Su-27:
Operadores
Ex-operadores

A Força Aérea Nacional de Angola possuía 7 Su-27 em serviço em janeiro de 2013. Três unidades foram compradas da Bielorrússia em 1998. Possuíam no total 8 aeronaves, mas uma foi abatida por um sistema de MANPADS SA-14 durante a Guerra Civil Angolana.
 Cazaquistão
A Força Aérea do Cazaquistão possui 36 Su-27P e Su-27UB. O Cazaquistão não recebeu nenhum Su-27 com a queda da URSS, mas já que possuíam 40 bombardeios estratégicos Tupolev Tu-95MS em seu território, eles fizeram um acordo com a Rússia de troca-los por 27 MiG-29, 16 Su-27 e 14 Su-25. Os primeiros 4 Su-27 foram entregues em 1996, sendo oito adicionais entregues conforme o contrato de cooperação militar. Em novembro de 1999 um novo contrato foi assinado para mais 12 Su-27 como pagamento pelas dívidas russas. Estão estacionadas em Karaganda perto da capital Astana e em Aktau, junto com os Su-25.
 Eritreia
A Força Aérea da Eritreia possuía 8 Su-27 em serviço até janeiro de 2013. Foram recebidos o total de 8 Su-27SK/27UBs, estando provavelmente localizados na base aérea de Asmara, perto da capital.
 Estados Unidos
Dois Su-27 foram entregues para os Estados Unidos em 1995. Não são operacionais, apenas para testes e treinamento. Outros dois foram adquiridos da Ucrânia em 2009 por uma empresa privada, Pride Aircraft. Eles são usados para treinamento agressivo pelos pilotos americanos.
 Etiópia
A Força de Defesa Nacional da Etiópia possui 11 Su-27SK, 3 Su-27SP e 4 Su-27UB. Em 1998 a Rússia começou a exportar Su-27 para diversos países para ganhos e melhoria arsenal. A Etiópia foi um dos compradores, assinando um contrato de 6 aeronaves de um tripulante e duas de dois, sendo entregues em novembro de 1998.
Um incidente ocorreu em janeiro de 1999, quando um Su-27SK caiu enquanto estava fazendo um voo de demonstração. A aeronave foi substituída por uma reposição entregue pela Rússia. Depois da Guerra da Eritreia-Etiópia entre 1998-2000, mais 7 Su-27 foram solicitados em 2002. Acredita-se que foram entregues 5 Su-27SK e dois Su-28UB entre 2003-2004. A Etiopia também comprou 3 unidades da Ucrânia. As aeronaves estão baseadas em Debre Zeyit.
 Indonésia
Força Aérea da Indonésia tem 2 Su-27SK, 2 Su-30MK e 3 Su-27SKM em seu inventário, sendo todos operacionais. Em 2003 o Governo da Indonésia ordenou dois Su-27SK para substituir os já antigos A-4/TA-4 Skyhawks.
 China

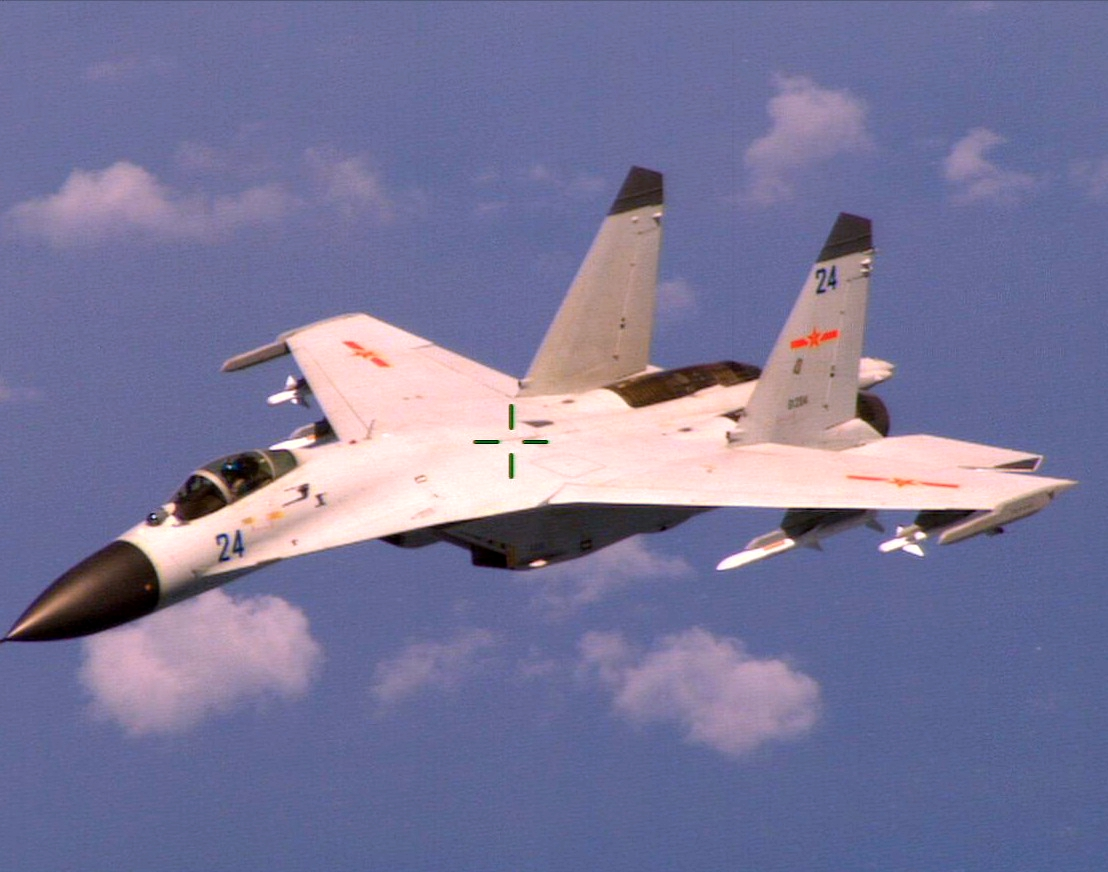
Shenyang J-11 Chinês

A China possui 76 caças Su-27, sendo 36 Su-27SK e 40 Su-27UBK. Os Flankers foram produzidos sobre três contratos separados pelas fábricas Russas de KnAAPO e IAPO, sendo entregues entre fevereiro de 1991 e terminando em setembro de 2009. O primeiro contrato consistiu em 20 Su-27SK e 4 Su-27UBK. Em fevereiro de 1991, ocorreu uma demonstração de voo da aeronave no Aeroporto Nanyuan de Pequim, no qual os pilotos chineses do Su-27 consideram sua performance excelente em todos os aspectos de voo. O segundo contrato teve algumas diferenças nas formas de pagamento e tempo, mas foi idêntico ao primeiro nos outros aspectos. As translações foram pagas tanto em materiais industriais quanto comida, podendo ter troca de dólares americanos no mesmo. Em dezembro de 1999, o terceiro contrato foi assinado, dessa vez para 28 Su-27UBK. Todas as aeronaves foram reforçadas nas asas e trem de pouso, devido as demandas de capacidade maior de usos ar-solo. Como resultado as aeronaves possuíam MTOW aumentado para 33 000 kg, ativo mecanismo de jamming, ECM L203/204, além de melhorias notórias na aviônica geral do caça, tanto nos mecanismos de combate, radar e navegação.
Devido a cooperação da China com a Rússia, o diretor geral do Serviço Federal para Tecnologia Militar e cooperação confirmou a existência de um contrato de produção de uma variante do Su-27 pelo Governo da China. O nome da variante é Shenyang J-11.
 Rússia

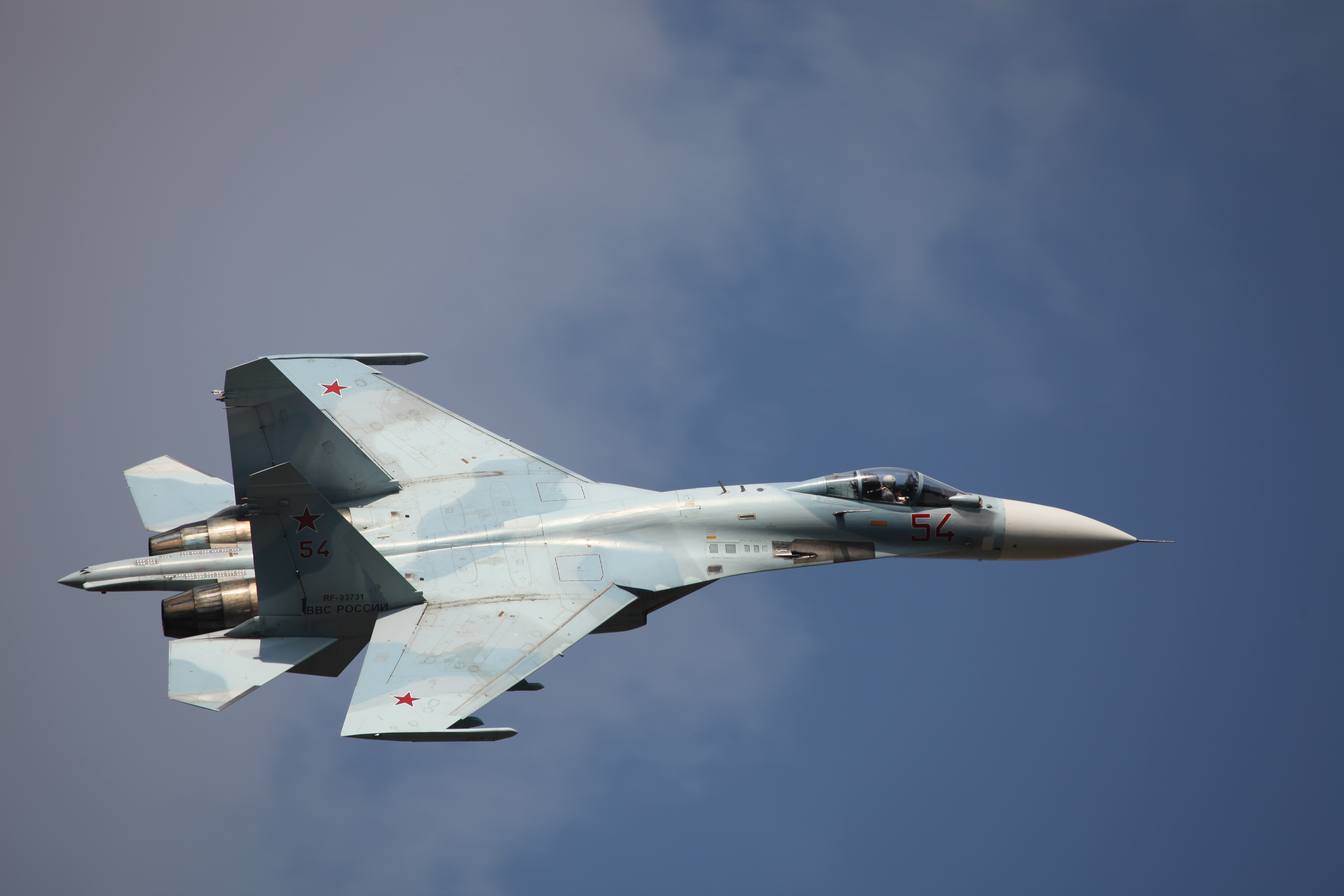
Su-27SM3 Russo

A Força Aérea Russa possui em torno de 500 Su-27, sendo 225 Su-27, 70 Su-27SM, 12 Su-27SM3 e 52 Su-27UB em serviço em janeiro de 2014. Um programa de modernização começou em 2004. Metade do inventário foi modernizado até 2012. A Força Aérea Russa está recebendo variantes SM3 modernizadas e considerada como padrão.
A Marinha Russa possuía 53 Su-27 em seu inventário em janeira de 2014.
 Ucrânia

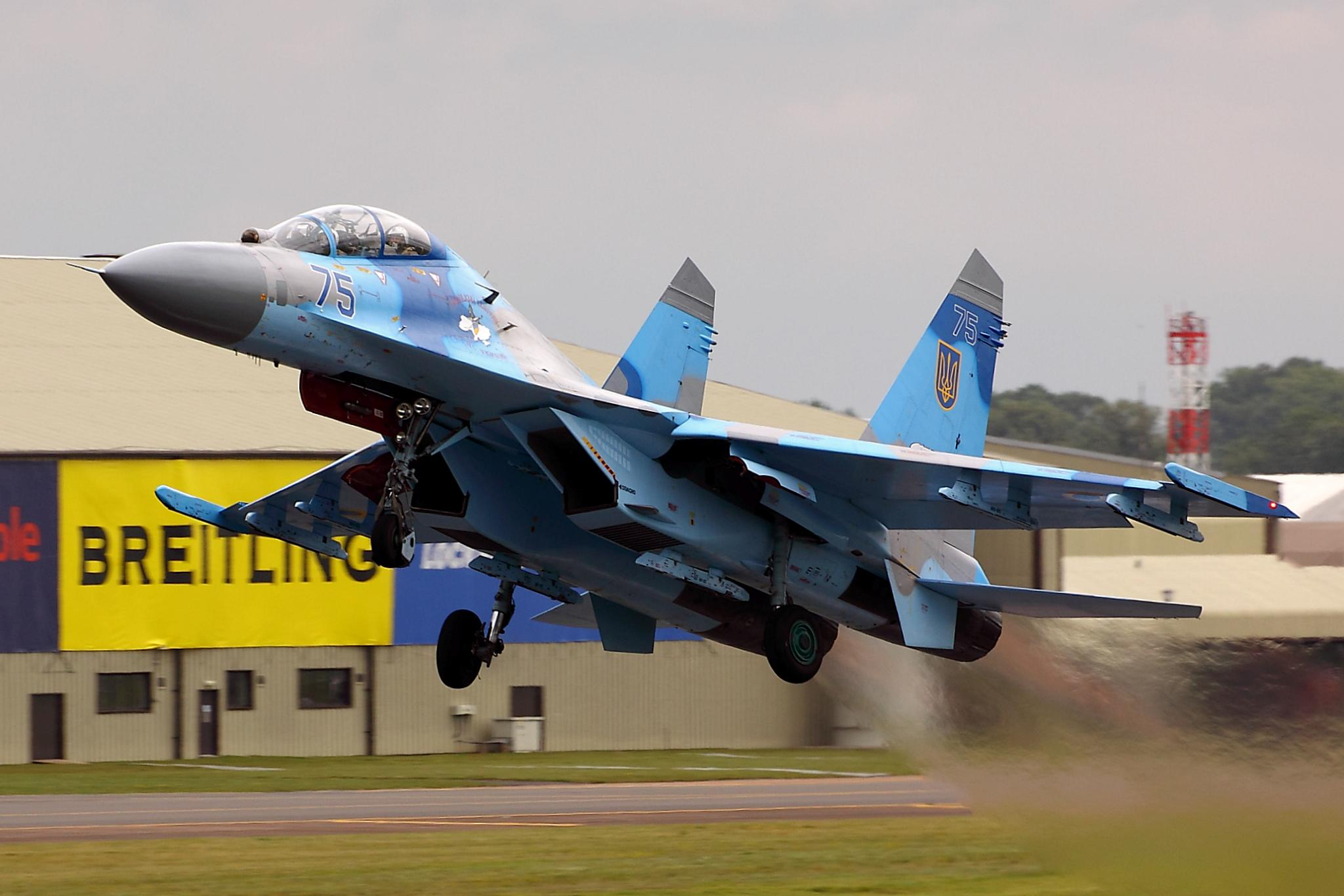
Sukhoi Su-27 Ucraniano

A Força Aérea Ucraniana possui 67 Su-27 em seu inventário, recebidos com a dissolução da União Soviética. Um incidente importante foi uma queda de um Su-27UB em um show aéreo na base ucraniana de L'vov-Sknilov, em 27 de julho de 2002. O avião caiu no público que assistia a apresentação depois de acertar uma aeronave estacionada. A explosão matou 83 pessoas e feriu 115. O piloto foi preso, sendo o comandante da Força Aérea Ucraniana demitido e mais 3 oficiais do décimo quarto esquadrão detidos. Atualmente não existe número exato de quantas aeronaves estão presentes no inventário da Ucrânia devido a Guerra em Donbass, com unidades vendidas aos EUA para uso civil.
 Uzbequistão
A Força Aérea do Uzbequistão recebeu 31 Su-27 com o antigo 62.º Esquadrão de Defesa Aérea Soviética. Os aviões estão estabelecidos em Andijã.
 Vietname
A Força Aérea do Vietnã possui 7 Su-27SK, 5 Su-27UBK e 2 Su-27PU. Foi o segundo país na Ásia a comprar o Su-27 depois da China. Em 1994, 5 Su-27SK e um Su-27UBK foram comprados, recebendo em maio de 1995. Posteriormente, em 1996 mais dois Su-27 SK e 4 Su-27 UBK foram solicitados. Estão baseados na Base Aérea de Phan Rang na província de Hau Giang e na de Bien Hoa em Dong Nai, sendo os 934º e 935º regimentos respectivamente. Houve um queda de um Su-27SK (6007) em 1998.

### Ex-operadores
Bielorrússia
A Força Aérea da Bielorrússia recebeu entre 23 e 28 Su-27 do antigo 61.º Regimento de Caças da União Soviética. Muitos foram atualizados para uso de armas de precisão como RVV-AE e outros tipos de aviônica mais avançadas, sendo desenvolvido juntamente com o departamento russo de tecnologia. Eles possuem no total 21 aeronaves Su-27P/Su-27UB/UBM1, sendo considerado a substituição pelo Su-30.

## Especificações (Su-27SK)

Desenho de linha do Sukhoi Su-27

Base de dados em Gordon e Davison, Sukhoi Su-27SK, KNAAPO Su-27SKM.

### Características Gerais
- Tripulação: 1 (piloto).
- Comprimento: 21,9 m (72 ft).
- Envergadura: 14,7 m (48 ft 3 in).
- Altura:  5,92 m (19 ft 6 in).
- Área alar:  62 m² (667 ft2).
- Peso vazio: 16 380 kg (36 100 lb).
- Peso c/ carga máx.: 23 430 kg. (51 650 lb.) com 56% de combustível interno.
- Peso máx. à decolagem (MTOW): 30 450 kg (67 100 lb).
- Motor: 2 × Saturn/Lyulka AL-31F turbofans.

### Performance
- Velocidade máxima: Mach 2,35  (2 500 km/h, 1 550 mph) em altitude. .
- Velocidade de cruzeiro: 1 400 km/h, 870 mph.
- Raio de ação: 3 530 km em altitude, 1 340 km ao nível do mar.
- Teto de serviço: 19 000 m (62 523 ft).
- Taxa de subida: 300 m/s (59 000 ft/min).

### Armamentos
- Canhão 1 × 30 mm GSh-30-1 com 150 disparos.
- Capacidade de 4 430 kg (9 770 lb) nos 10 pilones aeronáuticos externos.
- 6 mísseis de médio alcance ar-ar R-27, 2 mísseis de curto alcance R-73 infravermelho.